# 格伦·罗德尔
格伦·罗德尔（英語：Glenn Victor Roeder，1955年11月13日—2021年2月28日），生于沃特福德，是一名英格兰前足球運動員及現任足球教练，於2009年1月被英冠球队诺里奇城辭退。

## 生平

### 球員
跟大部分足球教練一樣，罗德尔年青時代是職業足球員，最初到阿仙奴受訓但被拒絕，結果改由莱顿东方開始其球員生涯。他終其一生都只曾效力英格蘭的低組別球會，而值得一提的也僅是效力紐卡素五年，上陣193場入8球。罗德尔球员时期，曾代表英格兰国家B队出场过7次。

### 教練
罗德尔於1992年開始轉任教練，最初是助教出身，在加盟韋斯咸以後始得以升任主教練。可是罗德尔執掌年代，並未能有效駕馭球隊，在用人和買賣球員上屢受抨擊，導致韋斯咸於2003年降級收場。
離開韋斯咸後，罗德尔改投紐卡素，也是以助教身份升任為主教練，其官方上任时间是在2006年5月6日。不過跟韋斯咸時一樣，罗德尔的執教成績也不如人意，只能為紐卡素獲得聯賽第13名，結果於2007年5月宣佈下野。
2007年10月底簽約加盟英冠位處榜末的诺里奇城。雖然成功帶領諾域治避免降級，惟新球季球隊仍無起色，終於2009年1月14日被辭退。